# Máire Mhac an tSaoi
Máire Mhac an tSaoi (Máire MacEntee, 4 d'abril 1922 - 16 d'octubre 2021) fou una escriptora en gaèlic irlandès, filla del líder de l'IRA a Belfast, Seán MacEntee, i posteriorment diputat pel Fianna Fáil i Tánaiste en el Dáil Éireann, i de Margaret Browne.
Estudià llengües modernes a Dublín i a la Sorbona, i es llicencià en dret el 1944. Del 1947 al 1962 serví al departament d'Afers Exteriors. Més tard fou membre del Comitè de Relacions Culturals Irlandeses i lectora a diferents universitats. Es casà amb Conor Cruise O'Brien i ha estat membre d'Aosdana.

## Obres
- Margadh na Saoire (1956)
- Codladh an Ghaiscígh (1973)
- An Galar Dubhach (1980)
- Cion go dTí Seo (1987)
- Trasládáil (1997)
- Shaoh agus Dánta Eile (1999),
- A Bhean Óg Ór (2001) novel·la històrica